# Juan Pedro Muchada
Juan Pedro Muchada y Lagarde (Cádiz, 1804-Madrid, 1889) fue un político y comerciante español.

## Biografía
Nació el 8 de abril de 1804 en Cádiz. Diputado a Cortes por la provincia de Cádiz en varias ocasiones además de senador vitalicio durante el reinado de Isabel II, falleció el 11 de octubre de 1889 en Madrid. Fue padre de Pedro J. Muchada.